# アシラー
アシラー（Asilah）は、モロッコの都市。モロッコの北西海岸に位置し、大西洋に面している。タンジェからは50km南にある。アシラとも表記される。

## 旧市街

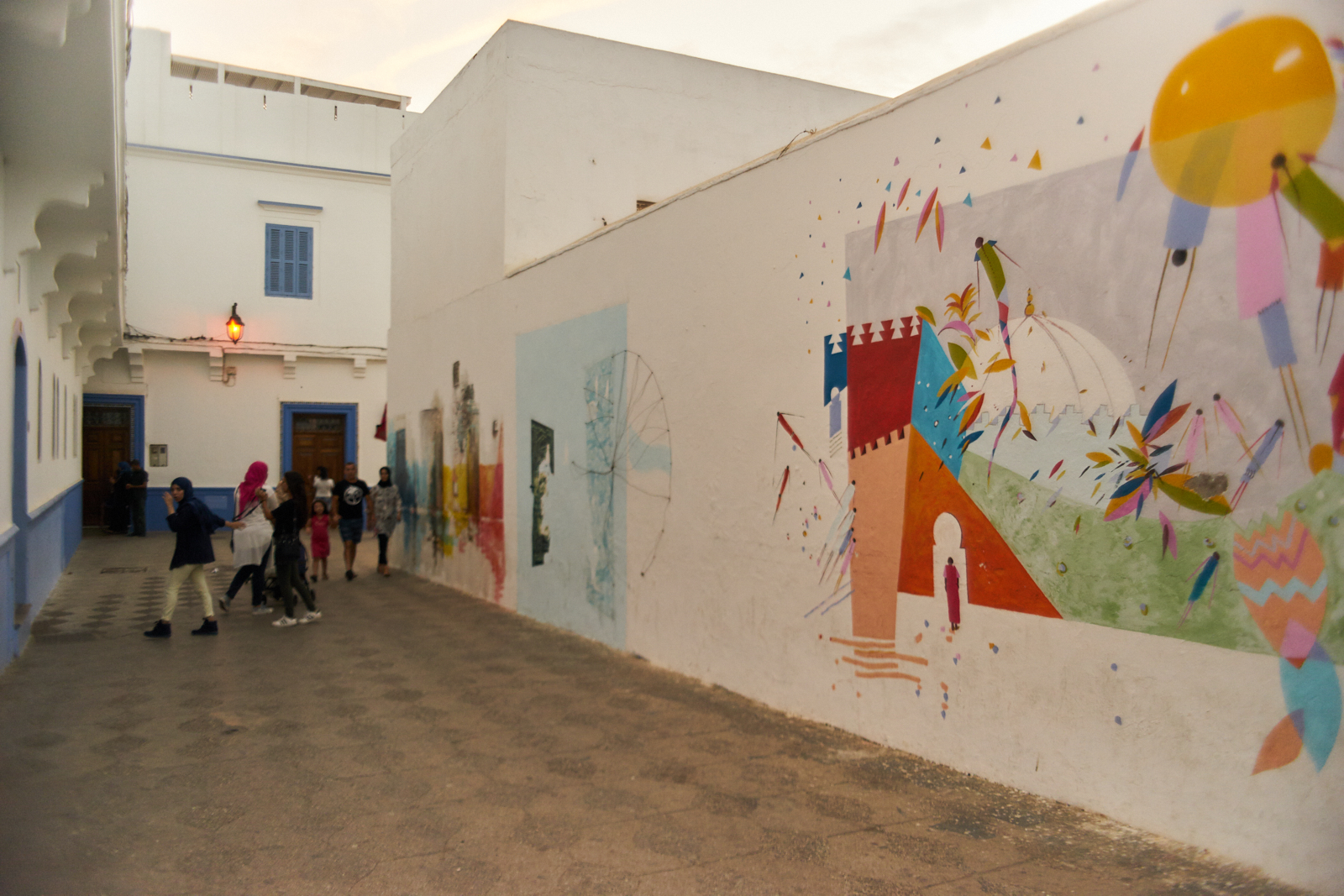
壁に描かれた作品

旧市街の建築物は白色で塗られている。アシラーは毎年8月になると芸術祭が開催され、世界中の芸術家が集まり旧市街の建築物の壁などに作品を描く。作品は毎年塗り替えられるため、毎年街の光景が変わる。芸術祭は1978年に町の塗装が剥がれる景観が悪くなるのを防ぐために壁などに作品を描き始めたのが始めり。

## 歴史
アシラーはフェニキア人の交易拠点の一つとなっていた。その後はローマ帝国のマウレタニア・ティンギタナとなった。1471年に入ると大航海時代を迎えたポルトガルの攻撃を受け、その支配下に置かれ町が築かれる。1589年にはアラウィー朝スルターンのアフマド・マンスール・ザハビーによってモロッコの支配下に戻ったものの、再びスペインに占領された。1691年に再びアラウィー朝スルターンのムーレイ・イスマーイールによって取り戻しモロッコ領となった。

その後、19世紀から20世紀にかけては海賊の基地となったことで1829年にはオーストラリアによって攻撃される。1912年から1956年まではスペイン領モロッコに属していたが、モロッコの独立後にモロッコ王国領となった。

1978年からは町の塗装が剥がれる景観が悪くなるのを防ぐためにアーティストを呼び壁などに作品を描き始める。後に芸術祭となって毎年8月になると世界中のアーティストが町の壁に作品を描くために訪れるようになった。

## 交通

### 道路

#### 高速道路
- A5 - アシラーの東に走る高速道路。郊外にはICが設置されている[注釈 2]。

#### 国道
- 国道1号線 - 町の中心部を南北に走る道路。

### 鉄道
- アシラー駅（フランス語版） - 町から数km北の地点に位置する鉄道駅。

## 姉妹都市
- シントラ、ポルトガル[5]
- アルブニョル（英語版）、スペイン[6]